# Библиотека Залуских
Библиотека Залуских (пољ. Biblioteka Załuskich МФА [ˌbʲiblʲjɔˈtɛka zaˈwuscix], лат. Bibliotheca Zalusciana) била је библиотека у Варшави, коју су основала браћа Јозеф Анджеј Залуски (Józef Andrzej Załuski, 1702– 1772), кијевски бискуп и познати библиофил, и Анџеј Станислав Залуски (Andrzej Stanisław Załuski, 1695–1758), краковски бискуп. Библиотека, која је отворена за јавност 8. августа 1747, била је највећа библиотека у Пољској, прва пољска јавна библиотека и једна од првих јавних библиотека у Европи. Након Кошћушковог устанка, одлуком царице Катарине II, руска армија пренела је њен фонд са бројним значајним књигама у Санкт Петербург, где је најпре чинио део приватне збирке царице, а после оснивања Царске јавне библиотеке (1795), допунио њен фонд.
Након мира у Риги током двадесетих година 20. века совјетска власт је вратила пољској држави један део заплењеног фонда. Ову збирку спалили су Немци током Другог светског рата, у октобру 1944, после пропасти Варшавског устанка.

## Историја
Библиотека Залуских сматра се првом пољском јавном библиотеком и једном од највећих библиотека у тадашњем свету. У Европи су само две или три библиотеке поседовале фондове сличне величине. Фонд библиотеке, у време када је основана, укључивао је око 200.000 ставки и од тада се брзо повећавао, тако да се крајем осамдесетих година 18. века њен фонд састојао од 400.000 штампаних књига, мапа и рукописа. Колекција библиотеке обухватала је такође уметничке збирке, научне инструменте, те биљне и животињске експонате.
Библиотека је била отворена за читаоце уторком и четвртком од 7 до 19 часова, а у њеним просторијама тражило се од посетилаца да не нарушавају ред и мир, те да се помоле за оснивача ове установе. Забрањено је било изношење књига ван библиотеке. С обзиром на то да је крађа постала велики проблем, бискупи су одлучили да траже помоћ од папе. Одговарајући на њихов захтев 1752. године, папа Бенедикт XIV је издао булу према којој је крађа књига из библиотеке била забрањена, а казна је била изопштење из цркве. Међутим, чак ни то није у потпуности решило овај проблем.
Након смрти браће Залуски библиотека је постала установа зависна од Комисије народне просвете (Komisja Edukacji Narodowej, прва централна државна просветна институција у Европи) и преименована у Библиотеку Републике (Biblioteka Rzeczpospolitej). Две деценије касније, 1794. године, након друге поделе Пољске и Кошћушковог устанка, књиге из библиотеке биле су заплењене и пренете у Санкт Петербург, те после оснивања Царске јавне библиотеке 1795. године укључене у њен фонд. Током транспорта у Русију један део збирке је украден, а један оштећен или уништен. Збирка је касније подељена међу неколико руских библиотека. Део збирке је враћен у Пољску у 19. веку (1842. и 1863). Године 1920. после пољско-совјетског рата, окончаног споразумом у Риги, влада РСФСР-а вратила је око 50.000 ставки у Пољску. Овај фонд био је спаљен у октобру 1944. године када су после пропасти Варшавског устанка немачке снаге започеле са систематским уништавањем града. Из целе колекције сачувано је само 1.800 рукописа и 30.000 штампаних материјала.
Првобитно седиште Библиотеке 1821. претворено је у стамбену зграду. Приликом реконструкције ове куће бисте пољских краљева, којима је раније била украшена унутрашњост библиотеке а које су биле сакривене за време поделе Пољске, откривене су и постављене на фасади зграде. Од тада зграда се зове „Кућа код краљева” (Dom pod królami). Зграда библиотеке је срушена од стране Немаца за време Другог светског рата. После рата је реконструисана.
Савремена Национална библиотека Пољске (Biblioteka Narodowa) која је основана 1928. године сматра се наследницом Библиотеке Залуских и наставља њену традицију.